# Campeonato de Francia de Rugby 15 1998-99
El Campeonato de Francia de Rugby 15 1998-99 fue la 100.ª edición del Campeonato francés de rugby.
El campeón del torneo fue el equipo de Toulouse quienes obtuvieron su décimo quinto campeonato.

## Desarrollo

### Primera fase
| Pos | Team           | Points |
| --- | -------------- | ------ |
| 1   | Stade Français | 34     |
| 2   | Biarritz       | 34     |
| 3   | Narbonne       | 32     |
| 4   | Castres        | 32     |
| 5   | Bourgoin       | 29     |
| 6   | Toulon         | 28     |
| 7   | Aurillac       | 21     |
| 8   | Nîmes          | 14     |

| Pos | Team            | Points |
| --- | --------------- | ------ |
| 1   | Perpignan       | 34     |
| 2   | Montferrand     | 33     |
| 3   | Agen            | 32     |
| 4   | Dax             | 31     |
| 5   | Bègles-Bordeaux | 29     |
| 6   | Béziers         | 28     |
| 7   | Auch            | 20     |
| 8   | Nice            | 17     |

| Pos | Team         | Points |
| --- | ------------ | ------ |
| 1   | Toulouse     | 38     |
| 2   | Brive        | 36     |
| 3   | Pau          | 33     |
| 4   | Grenoble     | 30     |
| 5   | Colomiers    | 26     |
| 6   | Périgueux    | 23     |
| 7   | Racing Paris | 20     |
| 8   | La Rochelle  | 18     |

## Segunda fase
| Pos | Team     | Points |
| --- | -------- | ------ |
| 1   | Toulouse | 15     |
| 2   | Bourgoin | 13     |
| 3   | Biarritz | 10     |
| 4   | Agen     | 10     |

| Pos | Team           | Points |
| --- | -------------- | ------ |
| 1   | Colomiers      | 16     |
| 2   | Stade Français | 12     |
| 3   | Narbonne       | 10     |
| 4   | Pau            | 10     |

| Pos | Team               | Points |
| --- | ------------------ | ------ |
| 1   | CA Bègles-Bordeaux | 14     |
| 2   | Castres            | 14     |
| 3   | Perpignan          | 12     |
| 4   | Dax                | 8      |

| Pos | Team        | Points |
| --- | ----------- | ------ |
| 1   | Montferrand | 14     |
| 2   | Grenoble    | 12     |
| 3   | Toulon      | 12     |
| 4   | Brive       | 10     |

### Cuartos de final
| 15 de mayo de 1999 | Bourdeaux-Begles | 8 - 14 | Bourgoin |  |  |

| 15 de mayo de 1999 | Toulouse | 51 - 19 | Stade Français |  |  |

| 15 de mayo de 1999 | Montferrand | 28 - 27 | Castres |  |  |

| 15 de mayo de 1999 | Colomiers | 15 - 29 | Grenoble |  |  |

### Semifinal
| 22 de mayo de 1999 | Montferrand | 26 - 17 | Grenoble |  |  |

| 22 de mayo de 1999 | Toulouse | 26 - 17 | Bourgoin |  |  |

### Final
| 29 de mayo de 1999 | Toulouse | 15 - 11 | Montferrand | Stade de France, París |  |

| Bandera de Francia   |
| Campeón Toulouse     |
| Décimo quinto título |